# Гнійний менінгіт
Гнійний менінгіт (англ. purulent meningitis / pyogenic meningitis) — вид менінгіту, при якому виникає гнійне (нейтрофільне) запалення мозкових оболон.
У дорослих найчастіше його спричинює Neisseria meningitidis (менінгокок), Streptococcus pneumoniae, Haemophilus influenzae типу b (після впровадження вакцинації також все рідше у дітей) та Listeria monocytogenes; рідше, при особливих умовах це грамнегативні кишкові палички, стрептококи групи B і А (Streptococcus pyogenes), а також Staphylococcus aureus. У новонароджених переважають менінгіти, спричинені E. coli, Streptococcus agalactiae, L. monocytogenes та іншими грамнегативними кишковими паличками. У немовлят і дітей віком до 5 років переважають N. meningitidis, H. influenzae та S. pneumoniae, а від 5 до 16 років — N. meningitidis і S. pneumoniae.
Бактеріальні ураження центральної нервової системи, серед яких переважають гнійні менінгіти, повсюдно є однією з актуальних міждисциплінарних проблем сучасної медицини, що обумовлено необхідністю надання невідкладної допомоги, інтенсивного, у тому числі реанімаційного, лікування, а також часто й спеціалізованого хірургічного лікування хворих (нейрохірургічне, отолярингологічне тощо), тому що збудники гнійних менінгітів здатні спричинити й фокальне накопичення гною у вигляді абсцесу мозку, субдуральної емпієми, епідурального абсцесу.
На відміну від багатьох інших інфекційних захворювань, антибактерійна терапія бактеріального менінгіту не завжди базується на рандомізованих, проспективних, подвійних сліпих клінічних дослідженнях, а на даних, спочатку отриманих з експериментальних моделей інфекцій на тваринах.

## Патогенез
Найчастіше збудники (переважно бактерії) досягають субарахноїдального простору та мозкових оболон шляхом гематогенного поширення. Бактерії також можуть досягати мозкових оболон із сусідніх інфікованих структур або через вроджений чи набутий дефект черепа або хребта.
Є припущення, що віруси простого герпесу, якими уражена абсолютна більшість людей, здатні у такій ситуації сприяти гнійному запаленню через притаманну їм імунодефіцитну дію.
У відповідь на проникнення збудників виникає гнійне запалення через міграцію туди великої кількості нейтрофілів. У деяких випадках відбувається примішування до гноя деяких пігментів, які утворюють самі бактерії — зокрема, при ураженні синьогнійною паличкою синього кольору, пневмококом — зеленого, тощо. Виникає підвищення кровенаповнення, накопичення надмірної спинномозкової рідини призводить до набряку головного мозку. Рідина може накопичуватися в шлуночках, спричиняючи їх збільшення — гідроцефалію. Рівень набряку часто доходить до набухання мозку, що може призвести до дислокації головного мозку із вклиненням його стовбурової частини і здавлюванні у великому потиличному отворі. Цьому сприяє те, що гнійний ексудат на стінках м'якої та павутинної оболон перешкоджає звичайному процесу всмоктування рідини через венозну систему. Вклинення призводить до здавлювання дихального центру і смерті від зупинки дихання. У разі сприятливого перебігу, при своєчасній адекватній антибіотикотерапії відбувається ферментативне очищення гнійного ексудату зі стінок оболон. Проте у деяких ситуаціях формуються спайкові процеси, що призводить до фомування післяменінгітних ускладнень, як то лікворна гіпертензія чи, навпаки, гіпотензія, постнейроінфекційна енцефалопатія тощо.

## Класифікація
Гнійні менінгіти класифікують:
- за етіологією — менінгококовий, пневмококовий, гемофільний, стафілококовий, стрептококовий, ентерококовий, сальмонельозний, та ін.;
- за патогенезом — первинні та вторинні;
- за тяжкістю: середньотяжкі (як рідкість), тяжкі;
- за клінічним перебігом: гострі (до 3 місяців), затяжні або підгострі (понад 3 місяці).

## Клінічні прояви
Включають загальноінфекційний та менінгеальний синдроми. Менінгеальний синдром включає:
- гідроцефально-гіпертензійні симптоми: різкий дифузний головний біль, повторне блювання, загальна гіперестезія;
- менінгеальні симптоми: ригідність потиличних м'язів, позитивні симптоми Керніга і Брудзинського (верхній, середній, нижній), симптом Гієна, симптом триніжка, у тяжких випадках поза лягавого собаки, тонічне напруження м'язів спини;
- у дітей раннього віку — вибухання і напруження великого джерельця черепа, позитивний симптом підвішування (Лессажа), закидання голови.

Хвороба часто починається гостро, проте на 6-8 годину можливе короткочасне поліпшення, яке швидко переходить у подальше погіршення.
Гарячка і менінгеальні симптоми можуть бути відсутніми або незначно виразними у пацієнтів з імунодефіцитом або у літніх пацієнтів, а також у алкоголіків. Часто у пацієнтів старшого віку єдиною ознакою є сплутаність свідомості у тих, хто раніше був насторожений, або змінена реакція у тих, хто має деменцію. У таких пацієнтів, як і у новонароджених, проведення люмбальної пункції має бути швидким. У разі наявності вогнищевого неврологічного дефіциту або за підозри на підвищення внутрішньочерепного тиску слід провести візуалізацію головного мозку. Якщо гнійний менінгіт розвивається після нейрохірургічної процедури, симптоми часто розвиваються за кілька днів.

## Ускладнення
Може виникнути гострий набряк-набухання головного мозку, внутрішньочерепна гіпертензія, епендиматит, абсцес головного мозку, синдром лікворної гіпотензії, субдуральний випіт. Вкрай рідко виникає інфекційно-токсичний шок.

## Діагностика
У клінічному аналізі крові спостерігається нейтрофільний лейкоцитоз із зсувом уліво, підвищення ШОЕ. Виявлено, що підвищені концентрації поліпептиду прокальцитоніну в сироватці, які спостерігаються у пацієнтів із тяжкою бактеріальною інфекцією, є корисними для диференціації між бактеріальним і вірусним менінгітом.
Для отримання спинномозкової рідини проводиться люмбальна пункція. Дослідження її показує нейтрофільний плеоцитоз, підвищений рівень білку, зниження глюкози і хлоридів. Проводиться бактеріоскопічне дослідження осаду ліквору і в деяких випадках мазків крові за типом «товста крапля». Здійснюється бактеріологічний посів на селективні поживні середовища ліквору, іноді крові, слизу з носоглотки для виділення збудника. У деяких випадках використовуються певні серологічні реакції для визначення антигенів збудників.
Підтвердженим випадок гнійного бактеріального менінгіту вважається за наявності таких критеріїв:
- гнійний спинномозковий ліквор;
- позитивна бактеріальна культура, виділена із спинномозкової рідини, в тому числі посмертно;
- гнійний ліквор при виділенні збудника з крові або сечі або при визначенні його антигену в крові або сечі.

## Лікування
Необхідний суворий ліжковий режим до зникнення гарячки, менінгеального синдрому та певної нормалізації показників крові та ліквору, у середньому такий режим триває 10-14 днів.
Головним у лікуванні є антибактерійна терапія. При менінгококовому менінгіті стартовим може бути пеніцилін 300—500 тис. ОД. / кг маси тіла на добу. При тяжкому перебігу гнійного менінгіту на першому етапі терапії до виявлення збудника препаратом вибору є цефтріаксон 100мг/кг/на добу або ж цефотаксим 200 мг/кг/ на добу. У дітей до 1 місяця життя застосовується ампіцилін 150—200 мг/кг на добу у сполученні з цефалоспоринами III покоління або аміноглікозидами — амікацин 15-30 мг/кг на добу чи нетилміцин 6-9 мг/кг на добу. За 24 — 48 годин від початку лікування антибіотики проводиться контрольна люмбальна пункція, для розуміння ефективності введених антибіотиків. Критерієм ефективності є зниження кількості нейтрофілів у лікворі не менш ніж на 1/3.
При виявленні збудника перші стартові антибіотики можна замінити на такі, що відповідають визначеній чутливості збудника. Проте за наявності значної позитивної динаміки: зменшення інтоксикаційного синдрому, зникнення гарячки та менінгеальних симптомів, відчутного зменшення цитозу у лікворі, позитивних змін у клінічному аналізу крові, слід продовжити стартову антибіотикотерапію. За відсутності позитивної динаміки від початкової терапії впродовж 48 — 72 годин призначається цефепім 100 мг/кг/ на добу, меропенем 120 мг/кг/на добу, ванкоміцин 60 мг/кг/ на добу.
Тривалість антибіотикотерапії залежно від збудника становить від 7 діб до 1 місяця. Критерієм для відміни антибіотиків є санація спинномозкового ліквору. Контрольна люмбальна пункція проводиться після нормалізації температури тіла, зникнення менінгеального синдрому, нормалізації клінічного аналізу крові. Антибіотики перестають вводити, якщо кількість клітин у 1 мкл ліквору стає меншою 50, і вони представлені лімфоцитами.
За рецидиву гнійного менінгіту призначається повторний курс антибіотиків резерву — меропенему, цефтазідіму, ванкоміцину.
Дезінтоксикаційна терапія проводиться 5 % розчином глюкози в поєднанні із 7,5 % розчином хлористого калію, іншими сольовими розчинами. Загальний добовий об'єм має бути не більш ніж 2/3 від фізіологічної потреби за умови достатнього діурезу і відсутності початкової дегідратації. З 2-ї доби підтримується нульовий водний баланс. Обсяг інфузії має складати 1/3 — 1/2 від фізіологічної потреби. При виникненні олігурії чи анурії введення рідини протипоказане до відновлення діурезу. З метою зменшення набряку-набухання мозку застосовується манітол, фуросемід.
У деяких випадків слід розглянути можливість застосування дексаметазону. Показано, що запальна реакція субарахноїдального простору під час бактеріального менінгіту є основним фактором, що сприяє захворюваності та летальності. Зменшення цієї запальної відповіді може бути ефективним для усунення багатьох патофізіологічних наслідків бактеріального менінгіту, таких як набряк-набухання мозку, підвищення внутрішньочерепного тиску, змінений мозковий кровотік, церебральний васкуліт та пошкодження нейронів, що опосередковується експресією прозапальних цитокінів. Разом із тим наголошується на вкрай обережному використанні дексаметазону у випадках пневмококового менінгіту, стійкого до антибактерійних препаратів першої ланки.

## Профілактика
Деяким менінгітам можна запобігти вакцинацією. Це можливо зробити при менінгококовому, пневмококовому і гемофільному менінгітах.